# گام (دهانه)
گام یک دهانه برخوردی در ماه‌ است.

## دهانه‌های اقماری
این دهانه ۱ دهانه اقماری دارد.
| Gum | عرض جغرافیایی | طول جغرافیایی | قطر          |
| --- | ------------- | ------------- | ------------ |
| S   | ۳۹.۸° S       | ۸۵.۰° E       | ۳۳.۰ کیلومتر |